# Claus Emmelmann

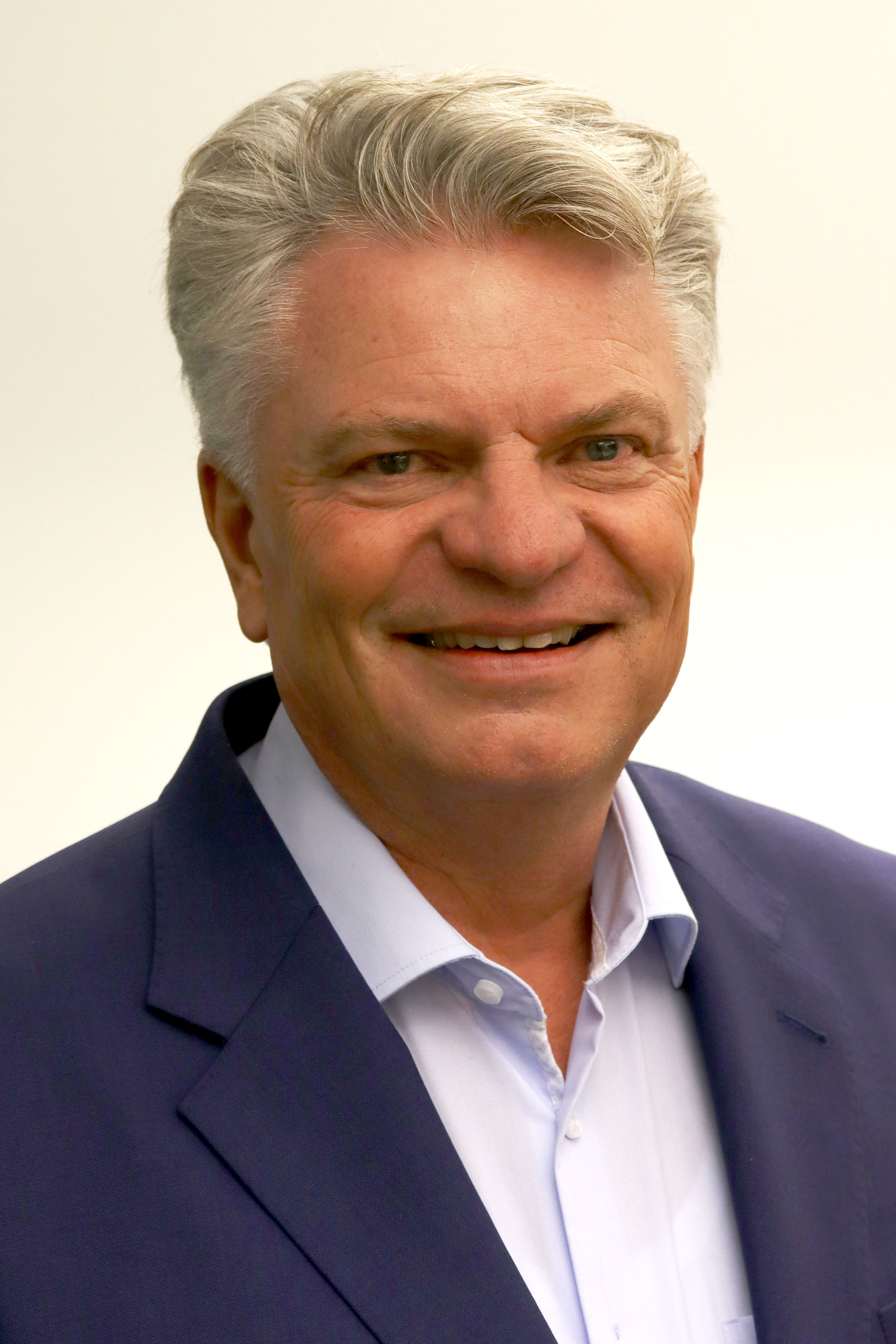
Claus Emmelmann

Claus Emmelmann (* 29. November 1959 in Hannover) ist ein deutscher Ingenieur und Wissenschaftler für Lasertechnik und 3D-Druck. Als Leiter des Instituts für Laser- und Anlagensystemtechnik (iLAS) forschte und lehrte er an der Technischen Universität Hamburg (TUHH) von 2001 bis März 2025.

## Leben
Nach dem Abitur und einer Offiziersausbildung erforschte und entwickelte Claus Emmelmann bereits seit dem Abschluss seines Maschinenbaustudiums 1985 an der Leibniz Universität Hannover innovative Produktionstechnologien mittels Lasertechnik. Seine Aktivitäten in verschiedenen Mitarbeiterteams veröffentlichte er in über 600 nationalen und internationalen Publikationen zum Trennen, Fügen und 3D-Drucken verschiedener Materialien und Produkte.
Als Abteilungsleiter widmete er sich von 1986 bis 1991 dem Aufbau einer Technologietransfereinrichtung, dem Laser Zentrum Hannover e.V. (LZH). Nach seiner Promotion zum Dr.-Ing. (1991) engagierte er sich als Geschäftsbereichsleiter und internationaler Vertriebsleiter u. a. für den Ausbau der Festkörperlasersparte des damals weltführenden Laserherstellers Rofin-Sinar im Siemenskonzern. 2001 wurde er zum Professor an die TUHH berufen und gründete dort das iLAS im Dekanat der Gewerblich Technischen Wissenschaften, das er drei Amtsperioden als Dekan führte.
Mit der Freien und Hansestadt Hamburg (FHH) gründete Claus Emmelmann als Geschäftsführer 2006 die Laser Zentrum Nord GmbH (LZN), die er 2018 mit seinem Forschungsteam von über 100 Mitarbeitern und einem Umsatz von ca. 10 Mio. Euro in das erste eigenständige Fraunhofer Institut der FHH, das Institut für Additive Produktionstechnologien (IAPT), als Institutsleiter bis 2020 überführte.
Während seiner fast 40-jährigen Berufstätigkeit promovierte er über 40 Wissenschaftler zum Dr.-Ing., initiierte die Gründung von sechs Start-Ups, akquirierte jeweils 100 Mio. Euro Forschungs- und Infrastrukturmittel für die FHH und betätigte sich ehrenamtlich in verschiedenen wissenschaftlichen und industriellen Gremien (Forschungsschwerpunkte der TUHH Medizin, Luftfahrt und Maritime Technologien, HansePhotonik e. V., WLT e. V., Technologien in der Bildung e. V., Mobility goes Additive e. V., 3D-Druck Verband e. V., Nortec Messe Hamburg). Anlässlich seines 60-jährigen-Geburtagskolloqiums durch die Fraunhofer-Gesellschaft initiierte Claus Emmelmann 2020 zusammen mit dem Rotary Club Hamburg-Haake den Wissenschaftlichen Innovationspreis (WIP). Dieser wird an Wissenschaftler der TUHH vergeben, die sich um besondere wissenschaftliche Innovationsforschung mit hoher Marktreife verdient gemacht haben.
Neben seinen wissenschaftlichen Tätigkeiten hat Claus Emmelmann zahlreiche weltweit agierende Unternehmen in ihren 3D-Druck- und laserspezifischen Geschäftsstrategien sowie in M&A-Aktivitäten beraten.
Seine ehrenwertesten Auszeichnungen erhielt Claus Emmelmann für seine weltweit pionierhaften Forschungen des metallischen und bionischen 3D-Drucks und deren industriellen Transformationen in die Luftfahrt-, Medizin-, Fahrzeug-, Werkzeug- und Maritimbranchen. Hierfür erhielt er 2014 den Innovationspreis der deutschen Wirtschaft, 2015 die Nominierung für den deutschen Zukunftspreis durch den deutschen Bundespräsidenten und 2016 die Ehrung als Hamburger des Jahres.
Claus Emmelmann ist verheiratet, hat zwei Kinder, ist seit über 25 Jahren Rotarier.

## Schriften
Claus Emmelmann hat bisher über 600 nationale und internationale Schriften mit einem H-Index von 30 veröffentlicht.

## Ehrungen
- 2014: Innovationspreis der deutschen Wirtschaft[8]
- 2015: Nominierung für den deutschen Zukunftspreis durch den deutschen Bundespräsidenten[9]
- 2016: Ehrung als Hamburger des Jahres in der Kategorie Wirtschaft[10][11]